# Эвкалипт головчатоплодный
Эвкалипт головчатоплодный (лат. Eucalyptus cephalocarpa) — вечнозеленое дерево, вид рода Эвкалипт (Eucalyptus) семейства Миртовые (Myrtaceae).
Древесина красная, твёрдая и умеренно прочная; применение неизвестно.

## Распространение и экология
В природе ареал охватывает юго-восточную часть Нового Южного Уэльса и восточную часть Виктории.
Растёт на аллювиальных низменностях, на хорошо дренированных, но сравнительно влажных почвах. Встречается также на бедных песчаных почвах в местностях с высокими осадками.
Отличается слабой морозостойкостью.
Растёт быстро и в этом отношении сходна с Эвкалиптом пепельным. Деревья из ранних посадок не превышают 15—16 м выс. при диаметре ствола 35—50 см. Стволы их обычно искривленные, крона неправильная, но довольно густая.

## Ботаническое описание
Дерево высотой до 30 м.
Кора волокнистая, грубая остается на стволе и крупных ветвях.
Молодые листья супротивные, в большом числе пар, сидячие, яйцевидные, округло-почковидные или сердцевидные, длиной 2—4 см, шириной 1,6—4 см, сизые. Промежуточные листья очерёдные, сидячие или на коротких черешках, ланцетные или эллиптическо-ланцетные, длиной 6—10 см, шириной 3—5 см, тупые или заострённые. Взрослые — также очерёдные, черешковые, узко или широколанцетные, длиной 10—16 см, шириной 2—3 см, заострённые, зелёные или сизоватые.
Зонтики пазушные, 3—10-цветковые, на сжатых ножках длиной 0,5—2 см; бутоны сидячие, сизые, ромбовидные, длиной 7—8 мм, диаметром 4 мм, с конусовидной крышечкой, которая короче трубки цветоложа; пыльники обратнояйцевидные, открывающиеся продольными щелями; железка яйцевидная, довольно большая.
Плоды сидячие, шаровидные или округло-кубарчатые, длиной 7 мм, диаметром 7 мм, с довольно большим и выпуклым диском и широкими, дельтовидными, сильно выдвинутыми створками.
На родине цветёт в мае — июле; на Черноморском побережье — в апреле — августе.

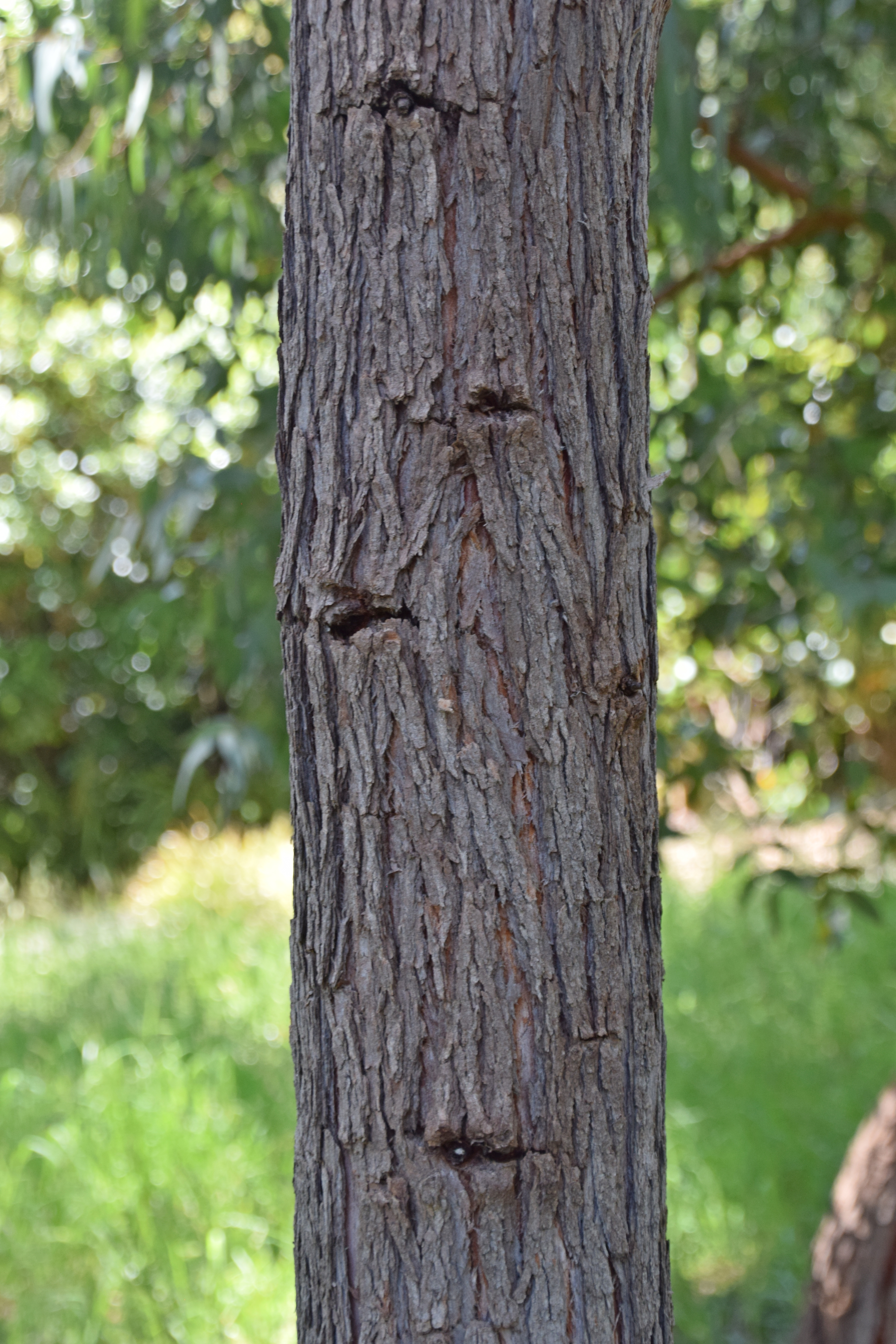
Ствол
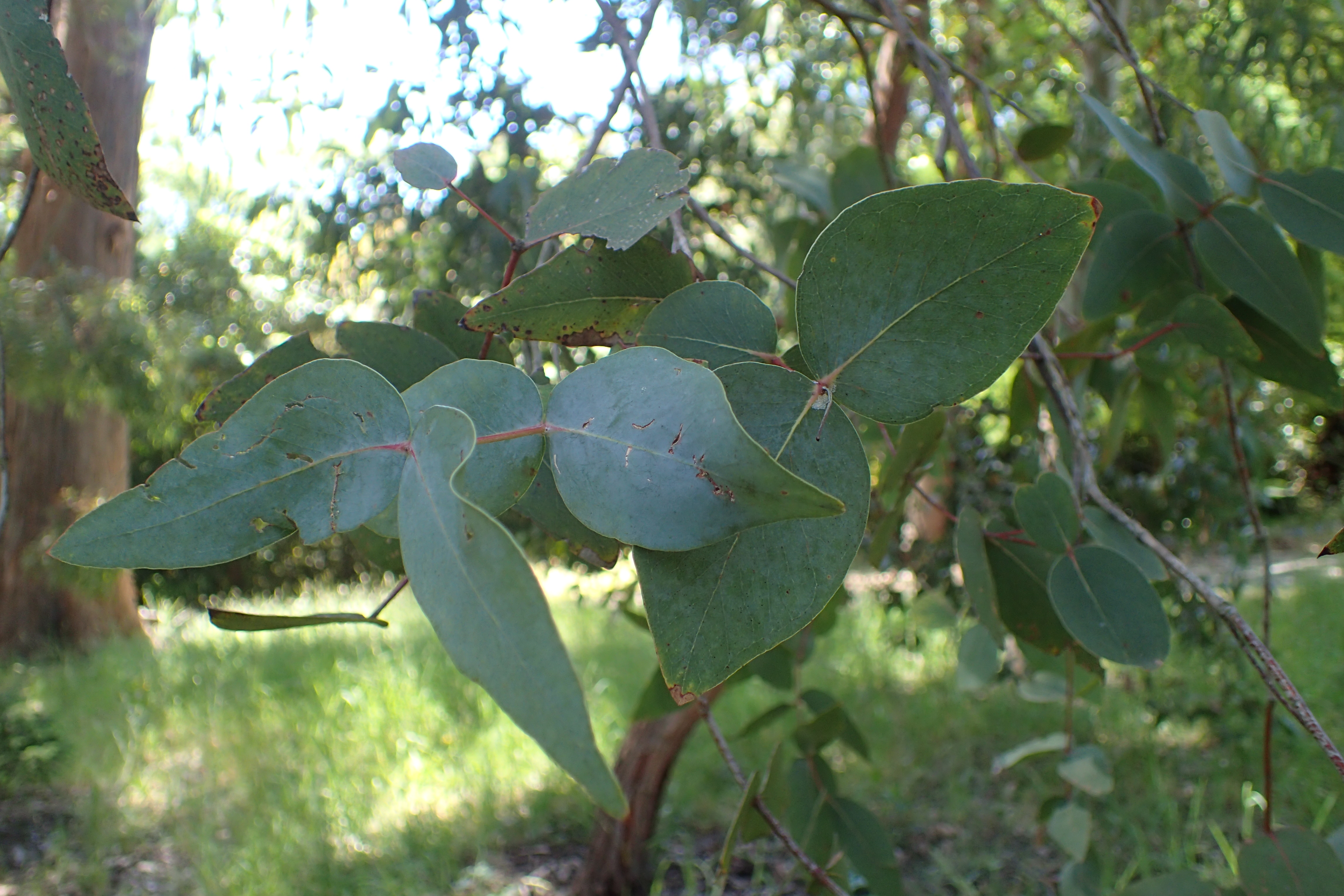
Листья
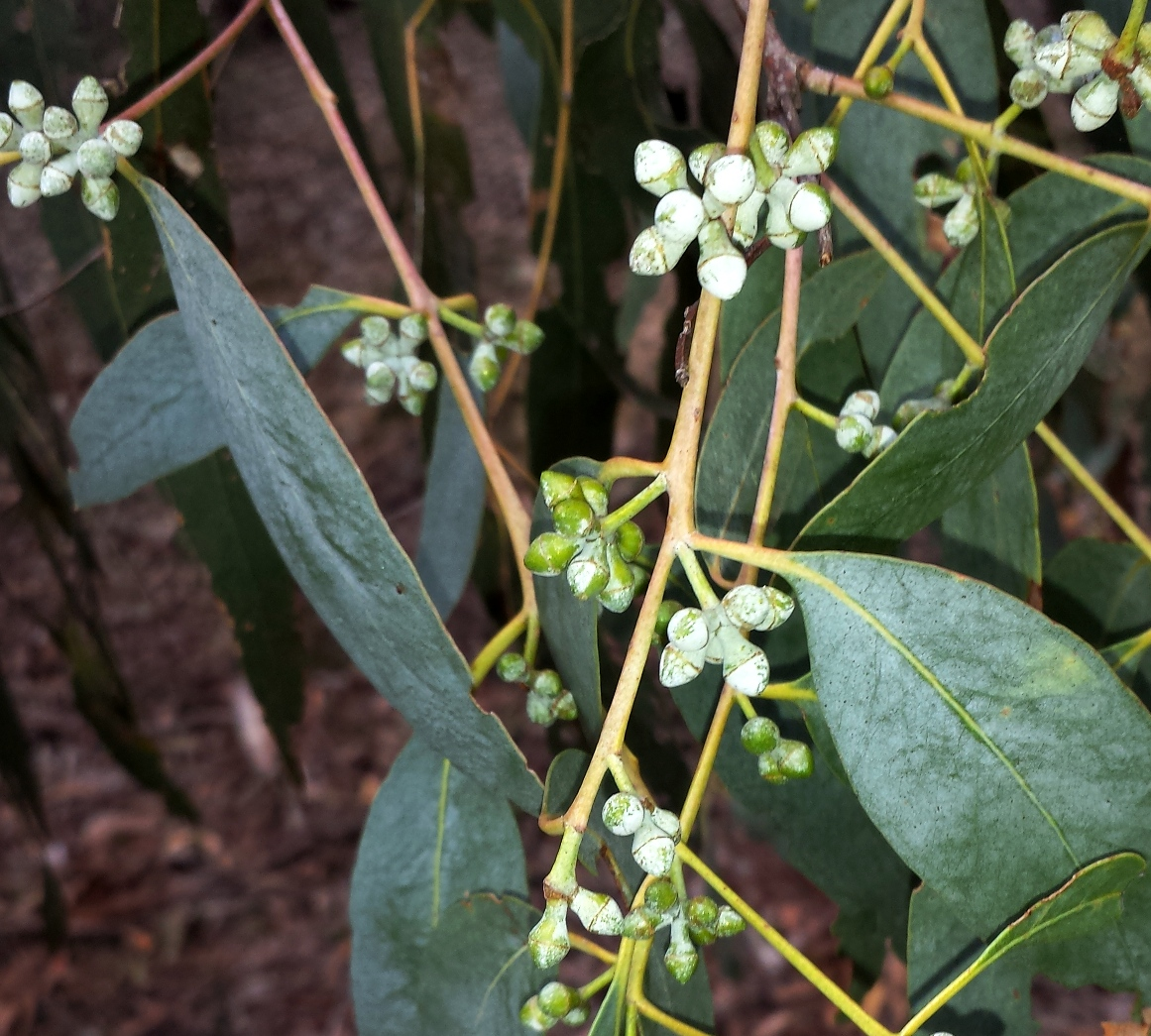
Бутоны
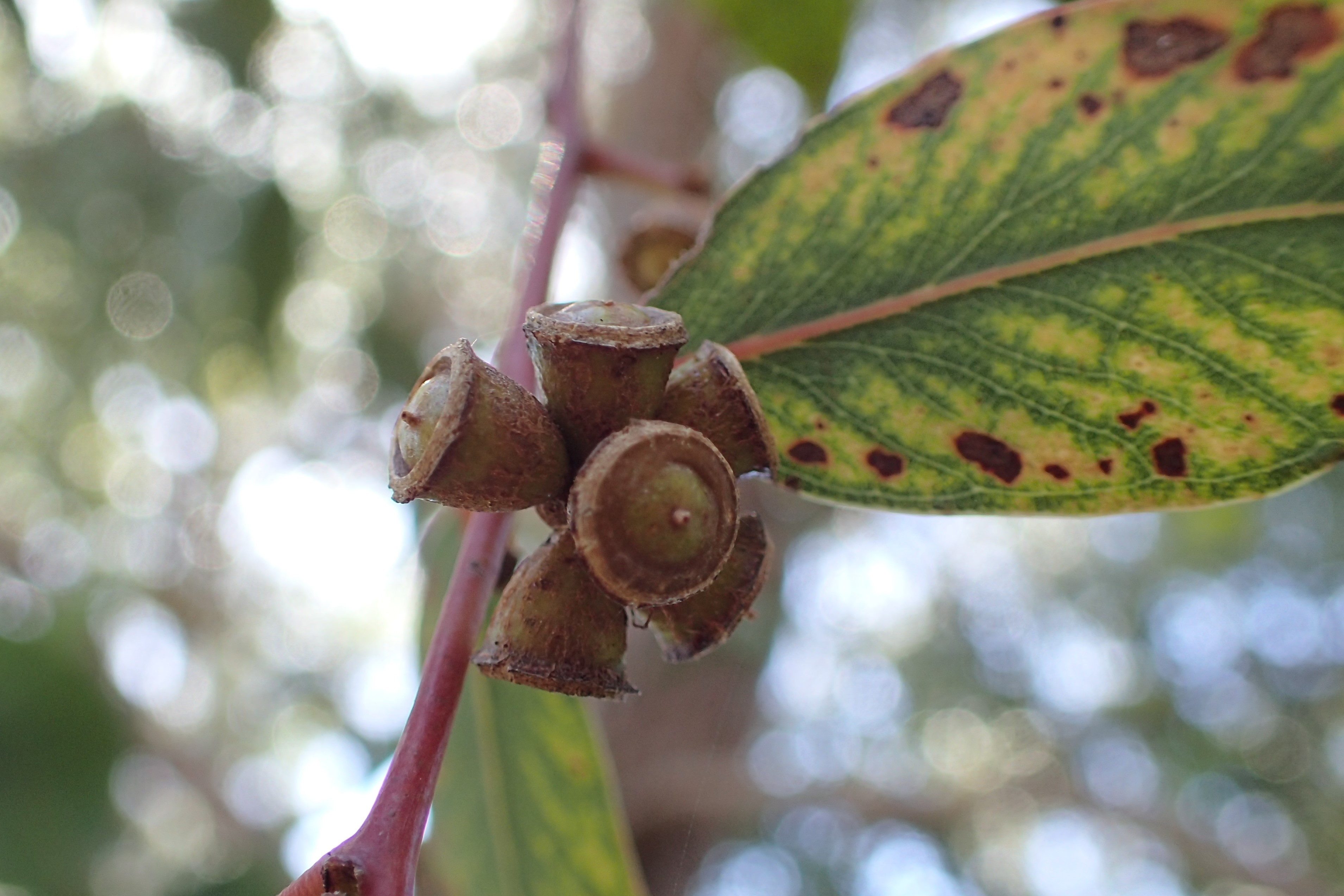
Плоды

## Таксономия
Вид Эвкалипт головчатоплодный входит в род Эвкалипт (Eucalyptus) подсемейства Миртовые (Myrtoideae) семейства Миртовые (Myrtaceae) порядка Миртоцветные (Myrtales).
|  |                                      |  |                                                             |                                                             |                    |  | ещё 13 семейств (согласно Системе APG II) | ещё 13 семейств (согласно Системе APG II)    |                                              |  |  |  | ещё 130 родов       | ещё 130 родов                 |  |  |
|  |                                      |  |                                                             |                                                             |                    |  | ещё 13 семейств (согласно Системе APG II) | ещё 13 семейств (согласно Системе APG II)    |                                              |  |  |  | ещё 130 родов       | ещё 130 родов                 |  |  |
|  |                                      |  |                                                             | порядок Миртоцветные                                        |                    |  |                                           |                                              | подсемейство Миртовые                        |  |  |  |                     | вид Эвкалипт головчатоплодный |  |  |
|  |                                      |  |                                                             | порядок Миртоцветные                                        |                    |  |                                           |                                              | подсемейство Миртовые                        |  |  |  |                     | вид Эвкалипт головчатоплодный |  |  |
|  | отдел Цветковые, или Покрытосеменные |  |                                                             |                                                             | семейство Миртовые |  |                                           |                                              | род Эвкалипт                                 |  |  |  |                     |                               |  |  |
|  | отдел Цветковые, или Покрытосеменные |  |                                                             |                                                             |                    |  |                                           |                                              |                                              |  |  |  |                     |                               |  |  |
|  |                                      |  | ещё 44 порядка цветковых растений (согласно Системе APG II) | ещё 44 порядка цветковых растений (согласно Системе APG II) |                    |  |                                           | ещё 1 подсемейство (согласно Системе APG II) | ещё 1 подсемейство (согласно Системе APG II) |  |  |  | ещё более 700 видов |                               |  |  |
|  |                                      |  |                                                             | ещё 44 порядка цветковых растений (согласно Системе APG II) |                    |  |                                           |                                              | ещё 1 подсемейство (согласно Системе APG II) |  |  |  |                     |                               |  |  |